# Забенские
 Забенские  — опустевшая деревня в Яранском районе Кировской области в составе Кугальского сельского поселения.

## География
Расположена на расстоянии примерно 21 км по прямой на запад-северо-запад от города Яранск.

## История
Известна была с 1873 года как починок Курбатов с 4 дворами и 55 жителями, в 1905 здесь (починок Зобенский или Курбатовский, Турканурский) дворов 15 и жителей 126, в 1926 (Зобенки или Курбатовский, Тунгаренский) 28 и 149, в 1950 (Забенские) 25 и 93, в 1989 еще было 6 жителей.

## Население
Постоянное население не было учтено как в 2002 году, так и в 2010.